# Павлюченко, Пётр Степанович
Пётр Степанович Павлюченко (род. 20 марта 1954) — советский хоккеист, нападающий. Заслуженный тренер Республики Казахстан.

## Биография
Воспитанник новосибирской «Сибири», сезон 1973/74 начал в «Строителе» Темиртау, затем перешёл в другую команду второй лиги «Строитель» Караганда, где играл до 1986 года, был капитаном команды. Сезон 1986/87 провёл в «Строителе» Темиртау.
С сезона 1987/88 — второй тренер «Автомобилиста» Караганда. В сезонах 1992/93 — 1993/94 был главным тренером команды «Автомобилист»/«Строитель», выступавшей в МХЛ. В сезоне 1994/95 — тренер в «Строителе», в следующем сезоне — главный тренер команды, переименованной в «Булат». В 2002 (2003) году возглавил «Казахмыс», но после неудачного начала сезона 2003/04 был переведён на должность тренера-консультанта. В 2007 году уехал из Казахстана, работал тренером в сборной Литвы до 18 лет.
В сезоне 2009/10 — тренер команды первенства Санкт-Петербурга среди юношей 1999 г. р. «Феникс» (Калининград). С 2014 года — тренер юношеских команд «Светлогорец» (Светлогорск).